# Regiassistent
Regiassistent, ett kreativt yrke som fungerar som film- eller teaterregissörens högra hand antingen före och under en filminspelning eller under repetitionerna av en teaterpjäs, opera eller musikal. Regiassistentens uppgifter inkluderar uppdatering av inspelnings- eller repetitionsschemat, inkallning av rätt skådespelare och artister till alla tagningar och scener samt logistikplanering. En regiassistent måste se till att processen följer tidsplanen och fungerar även som direkt bollplank till regissören och det kreativa teamet.